# Abong-Mbang
Abong-Mbang es una comuna camerunesa perteneciente al departamento de Haut-Nyong de la región del Este.
En 2005 tiene 29 005 habitantes, de los que 15 663 viven en la capital comunal homónima.
Se ubica en el cruce de las carreteras N10 y P6, unos 100 km al suroeste de la capital regional Bertoua.

## Localidades
Comprende la ciudad de Abong-Mbang y las siguientes localidades:
- Abong-Mbang II
- Abongdoum
- Adouma
- Ankouabouomb
- Ankouamb
- Ankoung
- Anzie
- Ayene
- Bagofit
- Bamakou
- Bindanang
- Djenassoume
- Djondjock
- Kwoamb
- Madouma
- Mazabe
- Mbenya
- Miant II
- Missoumé
- Mpemzok I
- Mpemzok II
- Ndjibe
- Ndjibot
- Nkol-Volan
- Nkoual
- Nkouole
- Ntankuimb
- Ntimbe I
- Ntimbe II
- Ntoung
- Oboul I
- Oboul II
- Sokamalam
- Zoguembou